# Rumex corconticus
Rumex corconticus är en slideväxtart som beskrevs av K. Kubát. Rumex corconticus ingår i släktet skräppor, och familjen slideväxter. Inga underarter finns listade i Catalogue of Life.